# FCU Olimpia Cluj
Der Fotbal Club U Olimpia Cluj-Napoca, kurz FCU Olimpia Cluj, ist ein rumänischer Frauenfußballverein aus Cluj-Napoca.

## Geschichte
Der Verein wurde am 13. August 2010 als Fotbal Club U Olimpia Cluj-Napoca gegründet und gleich in die erste Liga aufgenommen. Seitdem dominiert er die Liga und gewann bis dato (Stand: Saisonende 2021/22) elfmal in Folge die Meisterschaft. Auch den Pokal konnten er bisher (Stand: Saisonende 2020/21) siebenmal gewinnen. Im Laufe der Jahre wurde des Öfteren eine Namensänderung vollzogen. Bis 2012 hieß der Verein Clubul de Fotbal Feminin Olimpia Cluj-Napoca, danach nannte er sich bis 2015 Clubul de Fotbal Feminin Olimpia Universitatea Tehnică Cluj-Napoca, ehe er von 2015 bis 2018 den Namen Clubul de Fotbal Feminin Olimpia Cluj-Napoca trug. Seit 2018 lautet seine offizielle Bezeichnung Asociația Fotbal Club Universitatea Olimpia Cluj.

## Stadion
Die Ligaspiele bestreitet der Klub im 1300 Zuschauer fassenden Victoria Someşeni Stadium. Für größere Spiele weicht man in die Cluj Arena (30.335 Plätze) aus.

## Erfolge
- Rumänischer Meister (12×): 2011, 2012, 2013, 2014, 2015, 2016, 2017, 2018, 2019, 2021, 2022, 2023
- Rumänischer Pokalsieger (8×): 2011, 2012, 2013, 2014, 2015, 2017, 2021, 2022

## Bekannte Spielerinnen (Auswahl)
- Cosmina Dușa (2007–2009, 2010–2012)
- Maria Ficzay (2010–2015)
- Andreea Voicu (seit 2011)
- Christine Manie (2012–2016)

## UEFA Women’s Champions League
| Wettbewerb                            | Runde                                     | Gegner                             | Spiel 1               |
| ------------------------------------- | ----------------------------------------- | ---------------------------------- | --------------------- |
| UEFA Women’s Champions League 2011/12 | Gruppe 4                                  | SFK 2000 Sarajewo                  | 3:1                   |
| UEFA Women’s Champions League 2011/12 | Gruppe 4                                  | Gintra Universitetas               | 5:0                   |
| UEFA Women’s Champions League 2011/12 | Gruppe 4                                  | Ataşehir Belediyespor              | 4:1                   |
| UEFA Women’s Champions League 2011/12 | Sechzehntelfinale                         | Olympique Lyon                     | 0:9 (H)               |
| UEFA Women’s Champions League 2011/12 | Sechzehntelfinale                         | Olympique Lyon                     | 0:3 (A)               |
| UEFA Women’s Champions League 2012/13 | Gruppe 3                                  | FC Birkirkara                      | 8:0                   |
| UEFA Women’s Champions League 2012/13 | Gruppe 3                                  | Glentoran FC                       | 4:2                   |
| UEFA Women’s Champions League 2012/13 | Gruppe 3                                  | SU 1º Dezembro                     | 4:1                   |
| UEFA Women’s Champions League 2012/13 | Sechzehntelfinale                         | SV Neulengbach                     | 1:1 (H)               |
| UEFA Women’s Champions League 2012/13 | Sechzehntelfinale                         | SV Neulengbach                     | 2:2 (A)               |
| UEFA Women’s Champions League 2012/13 | Achtelfinale                              | ASD Torres Calcio                  | 4:1 (H)               |
| UEFA Women’s Champions League 2012/13 | Achtelfinale                              | ASD Torres Calcio                  | 0:3 (A)               |
| UEFA Women’s Champions League 2013/14 | Gruppe 2                                  | Gintra Universitetas               | 3:0                   |
| UEFA Women’s Champions League 2013/14 | Gruppe 2                                  | FK Liepājas Metalurgs              | 7:0                   |
| UEFA Women’s Champions League 2013/14 | Gruppe 2                                  | ŽFK Spartak Subotica               | 3:8                   |
| UEFA Women’s Champions League 2014/15 | Gruppe 2                                  | Raheny United                      | 1:2                   |
| UEFA Women’s Champions League 2014/15 | Gruppe 2                                  | Hibernians Football Club           | 5:0                   |
| UEFA Women’s Champions League 2014/15 | Gruppe 2                                  | FC NSA Sofia                       | 4:1                   |
| UEFA Women’s Champions League 2015/16 | Gruppe 5                                  | Pärnu JK                           | 4:0                   |
| UEFA Women’s Champions League 2015/16 | Gruppe 5                                  | ŽFK Ekonomist Nikšić               | 6:1                   |
| UEFA Women’s Champions League 2015/16 | Gruppe 5                                  | ŽNK Pomurje Beltinci               | 2:0                   |
| UEFA Women’s Champions League 2015/16 | Sechzehntelfinale                         | Paris Saint-Germain                | 0:6 (H)               |
| UEFA Women’s Champions League 2015/16 | Sechzehntelfinale                         | Paris Saint-Germain                | 0:9 (A)               |
| UEFA Women’s Champions League 2016/17 | Gruppe 4                                  | Pärnu JK                           | 7:1                   |
| UEFA Women’s Champions League 2016/17 | Gruppe 4                                  | ŽFK Breznica                       | 10:0                  |
| UEFA Women’s Champions League 2016/17 | Gruppe 4                                  | Medyk Konin                        | 1:3                   |
| UEFA Women’s Champions League 2017/18 | Gruppe 2                                  | Schytlobud-2 Charkiw               | 1:0                   |
| UEFA Women’s Champions League 2017/18 | Gruppe 2                                  | Swansea City                       | 3:0                   |
| UEFA Women’s Champions League 2017/18 | Gruppe 2                                  | Hibernian LFC                      | 1:1                   |
| UEFA Women’s Champions League 2017/18 | Sechzehntelfinale                         | FC Rosengård                       | 0:1 (H)               |
| UEFA Women’s Champions League 2017/18 | Sechzehntelfinale                         | FC Rosengård                       | 0:4 (A)               |
| UEFA Women’s Champions League 2018/19 | Gruppe 6                                  | Cardiff Metropolitan University FC | 3:2                   |
| UEFA Women’s Champions League 2018/19 | Gruppe 6                                  | FC Birkirkara                      | 6:1                   |
| UEFA Women’s Champions League 2018/19 | Gruppe 6                                  | Schytlobud-1 Charkiw               | 1:3                   |
| UEFA Women’s Champions League 2019/20 | Gruppe 2                                  | KF Trepça Mitrovica                | 1:2                   |
| UEFA Women’s Champions League 2019/20 | Gruppe 2                                  | ŽFK Breznica                       | 2:3                   |
| UEFA Women’s Champions League 2019/20 | Gruppe 2                                  | FC NSA Sofia                       | 2:3                   |
| UEFA Women’s Champions League 2020/21 | 1. Qualifikationsrunde                    | FC Birkirkara                      | 2:1                   |
| UEFA Women’s Champions League 2020/21 | 2. Qualifikationsrunde                    | WFC Lanchkhuti                     | 0:1                   |
| UEFA Women’s Champions League 2021/22 | 1. Qualifikationsrunde – Halbfinale       | Åland United                       | 0:4                   |
| UEFA Women’s Champions League 2021/22 | 1. Qualifikationsrunde – Spiel um Platz 3 | Glentoran FC                       | 0:2                   |
| UEFA Women’s Champions League 2022/23 | 1. Qualifikationsrunde – Halbfinale       | Glentoran FC                       | 4:2 n. E. (0:0 n. V.) |
| UEFA Women’s Champions League 2022/23 | 1. Qualifikationsrunde – Spiel um Platz 3 | SFK 2000 Sarajevo                  | 1:2                   |

- Insgesamt: 43 Spiele / 20 Siege / 4 Unentschieden / 19 Niederlagen / 111:86 Tore